# Višestupanjsko prevođenje programa
Višestupanjsko prevođenje programa (engl. multi-tier program
translation) je postupak prevođenja koji se primjenjuje radi olakšanja postupka izgradnje raspodijeljenog interpretiranja programa. Tome se pribjegava, zbog složenosti procesa izravnog prevođenja raspodijeljenih programa iz jezika CL u kôd arhitekture računala domaćina, koji je složen zbog visoke razine apstrakcije i složenosti semantičkih svojstava naredaba jezika CL. Raspodijeljene aplikacije utemeljene na uslugama razvijene uporabom jezika CL izvode se primjenom raspodijeljenog interpretatora programa. Radi izvođenja tih raspodijeljenih aplikacija raspodijeljeni interpretator primjenjuje postupak prevođenja raspodijeljenih programa koji su u jeziku CL prevodi u izvodivi kôd arhitekture računala domaćina.